# Groveton (Texas)
Groveton ist eine Stadt im Trinity County und County Seat im US-Bundesstaat Texas. Das U.S. Census Bureau hat bei der Volkszählung 2020 eine Einwohnerzahl von 918 ermittelt.

## Geographie
Groveton liegt im Osten von Texas und hat laut United States Census Bureau eine Fläche von 6,78 km².

## Demographie

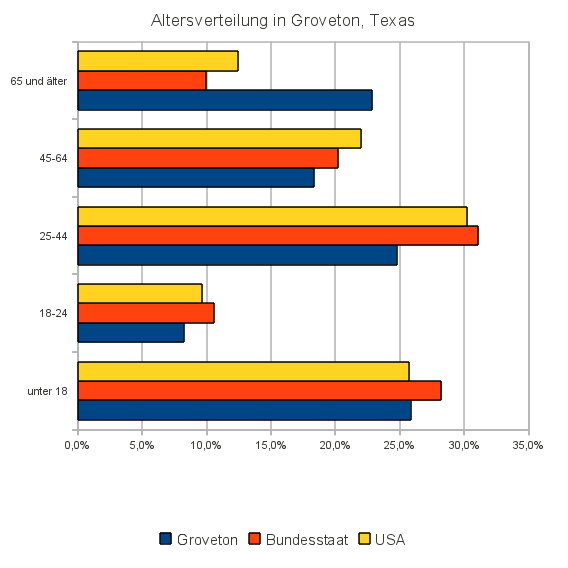
Altersverteilung von Groveton (Stand: 2000)

Gemäß Volkszählung im Jahr 2000 lebten 1107 Menschen in 444 Haushalten und in 279 Familien in der Stadt. Die Bevölkerungsdichte betrug 166,7 Einwohner je km². Es gab 565 Wohneinheiten mit einer durchschnittlichen Dichte von 85,1 Wohneinheiten je km². Von den in Groveton lebenden Menschen waren 73,1 % Weiße, 18,2 % Afroamerikaner, 0,2 % Amerikanische Indianer und Ureinwohner Alaskas, 0,1 % Asiaten, 6,2 % Personen anderer Herkunft und 2,2 % mit zwei oder mehr Abstammungen. Hispanos und Latinos jeglicher Herkunft machten einen Anteil von 11,4 % der Bevölkerung aus.
25,8 % der Einwohner Grovetons waren unter 18 Jahre alt, 8,2 % zwischen 18 und 24, 24,8 % zwischen 25 und 44, 18,3 % waren zwischen 45 und 64 sowie 22,9 % 65 Jahre und älter. Das Medianalter betrug 38,5 Jahre (Texas: 32,3; USA: 35,3 Jahre).
Das Medianeinkommen eines Haushalts in Groveton betrug $19.250. Der Wert bezogen auf Texas betrug $39.927 und auf die gesamten Vereinigten Staaten $41.994.

## Söhne und Töchter der Stadt
- Tom Archia (1919–1977), Jazz-Saxophonist
- Lane Johnson (* 1990), American-Football-Spieler